# Mielichhoferia paradoxa
Mielichhoferia paradoxa là một loài rêu trong họ Bryaceae. Loài này được Herzog mô tả khoa học đầu tiên năm 1919.